# 発智庄平
発智 庄平（ほっち しょうへい、1864年11月4日〈元治元年10月5日〉- 1936年〈昭和11年〉2月28日）は、日本の教育者、実業家、社会事業家。埼玉・笠幡村の大地主・発智家の27代目当主で埼玉県多額納税者。黒須銀行頭取、霞ヶ関村村長、埼玉育児院院長のほか、武州銀行（黒須銀行後身）、武州貯蓄銀行、日米生糸の役員などを務め、霞ヶ関カンツリー倶楽部の創設者でもある。

## 略歴
埼玉の黒須村で代々名主役を務めた豪農商・繁田家の12代繁田武平（満義）の長男・亀太郎として生まれ、親戚の発智家の養嗣子となり、埼玉県師範学校高等師範科卒業後、黒須高等小学校を設立し校長となる。
日本弘道会の西村茂樹の講演に触発されて、弟の13代繁田武平（翠軒）と同会の支部と黒須信用組合を1894年に設立、1898年には霞が関村支部も設立して西村の唱える「道徳と経済」の調和と活性化を図り、弘道会の全国集会では「農民の道徳」と題した演説も行なった。1899年には渋沢栄一を顧問に迎え、同組合の後身である黒須銀行の頭取となる。
34歳で教職を辞し、青年教育のために霞が関青年道徳研究会を、小作人救済のために発智農会を設立したほか、霞ヶ関村小学校建設用地を寄付し、1914年には霞ヶ関村村長に就任（1926年まで）、1918年には、菅谷村の安養寺住職が埼玉県初の児童福祉施設として開いた積徳育児院を支援して埼玉育児院とし、その院長を務めるなど社会事業にも携わった。
1929年、日米生糸の星野正三郎の勧めで、発智家の広大な所有地を提供して藤田欽哉、赤星四郎らとともに霞ヶ関カンツリー倶楽部を創設した。

## 家族
- 実父・繁田武平（満義） （1845－1920）‐ 黒須村の名主・繁田家12代当主。妻は父方が発智家、母方が繁田家分家の出。狭山茶製造、醬油醸造業、不動産業、県会議員。1869年に村立黒須小学校を設立、1899年には黒須矯風会を設立するなど、地域の教化に関わり、明治8年（1875）には、近隣三郡の有力茶業者30人とともに「狭山製茶会社」を興して社長に就任、「SAYAMA」ブランドで茶の輸出を始めた。同社は外国商館を介さず日本人のみで製茶の直輸出を行った日本初の会社となったが、経営難で1882年に解散、満義は多額の借金を抱え、次男に家督を譲り隠居、1884年に埼玉県茶業取締所初代取締役に就任。[8][5][4][9]
- 養父・発智七郎 ‐ 笠幡村の名主・発智家26代当主。男児が夭折したため、繁田満義に嫁がせた娘を戻そうとしたがすでに庄平が生まれていたため、庄平を養嗣子とした。[8][4]
- 前妻・よし ‐ 七郎の二女。5児を儲ける。[10]
- 後妻・かね ‐ 七郎の三女。8児を儲ける。[8]
- 長男・太郞 ‐ 発智家28代当主。岳父に星野仙蔵。[8]
- 二女・いし ‐ 星野仙蔵の長男・五郎の妻。[8]
- 実弟・繁田武平（翠軒） （1867-1940）‐ 繁田家13代当主、埼玉県多額納税者。先代の二男。長男の庄平が養子に出たため家督を継ぎ、家業のほか、豊岡町 (埼玉県)の町長を長年務め、豊岡農学校の設立、豊岡公会堂の建設などに貢献した。1925年からは教育の機会均等を訴えて公開講座「豊岡大学」を開き、犬養毅、尾崎行雄、新渡戸稲造、羽仁もと子らを講師に招いた（現・豊岡プチ大学）。[5][11][4][12]